# Хохлатка пионолистная
Хохлатка пионолистная (лат. Corydalis paeoniifolia) — вид травянистых растений рода Хохлатка (Corydalis) подсемейства Дымянковые (Fumarioideae) семейства Маковые (Papaveraceae).

## Ареал
Эндемик России: республики Бурятия, Саха (Якутия), Забайкальский, Хабаровский, Приморский края, Амурская, Иркутская области. Произрастает в сырых и болотистых, чаще лиственничных лесах, зарослях подгольцовых кустарников на болотах, по берегам ручьев; 300—900 м над уровнем моря.
Несмотря на то, что вид указан также для Маньчжурии, он в Китае не отмечен.

## Ботаническое описание
Травянистый многолетник, 20—60 см высотой. Корневище густо покрыто темно-бурыми чешуями. Стебли бороздчатые. Стебель в основании со сближенными мелкими чешуевидными листьями, в пазухах которых развиваются почки возобновления, Листья дважды-трижды перисторассечённые, сверху зеленые, снизу сизые.
Соцветие — верхушечная многоцветковая кисть, иногда ветвящаяся. Прицветники травянистые, от яйцевидных до ланцетных, цельнокрайные, с заостренной или тупой верхушкой, 5—15 мм длиной, 2—10 мм шириной. Цветоножки вверх направленные, 7—10 мм длиной, при плодах 11—17 мм длиной. Чашелистики сохраняются только на бутонах, пленчатые, неправильно округлые, иногда зубчатые, 1—1,5 мм в диаметре, прикрепляются серединой. Венчики розово-бордовые, грязно-бордовые, 20—26 мм длиной, в месте прикрепления цветоножки 3—4 мм шириной. Шпорец широкий и прямой или дуговидно согнутый на конце, 12—16 мм длиной. Нектарник не доходит до конца шпорца на 2—3,5 мм. Нижний лепесток гладкий или выпукло-горбатый. Наружные лепестки часто с гребнями 0,5—1,8 мм.
Рыльце в виде вытянутого прямоугольника с небольшим выступом на верхушке, рыльцевая поверхность в виде сосочков (папилл) расположена по углам и на выступе. Коробочки широкоовальные, 13—16 мм длиной, 3—4 мм шириной, с одним рядом семян. Между коробочкой и плодоножкой почти прямой угол. Столбик 2—3 мм длиной. Семена округлые, черные, блестящие, 3 мм в диаметре, с маленькой карункулой, прижатой к семени.

## Охрана
Вид внесён в Красные книги некоторых субъектов России: Республика Бурятия, Забайкальский край и Иркутская область (охраняется на территории Витимского заповедника).
Кроме того, вид выявлен ещё на территориях 4 заповедников: Буреинский, Джугджурский, Зейский, Олёкминский.